# Софія Буш
Софія Анна Буш (англ. Sophia Anna Bush; нар. 8 липня 1982, Пасадена, Каліфорнія, США) — американська акторка. В Україні найбільш відома виконанням ролі Брук Девіс у серіалі «Школа виживання», та Ерін Ліндсей у «Поліція Чикаго» та «Закон і порядок: Спеціальний корпус».

## Життєпис
Софія Анна Буш народилася 8 липня 1982 року в Пасадені, Каліфорнія. Вона єдина дитина Чарльза Вільяма Буша, відомого фотографа та рекламника, та Морін Буш, менеджера фотостудії. 
З дитинства Софія Буш мріяла потрапити в кіноіндустрію, займалася у театральному гуртку. У юнацькі роки Софія завоювала титул «Міс Пасадена».
Софія Буш закінчила пасаденську школу для дівчаток «Вестрідж» та  університет Південної Кароліни. 
У 2002 році Софія Буш дебютувала в молодіжній комедії «Король вечірок» у ролі Саллі. Фільм зібрав в прокаті понад 38 млн.$ та приніс успіх всьому акторського складу.

## Особисте життя
Софія Буш та Чед Майкл Мюррей (колега по серіалу Школа виживання) довгий час зустрічалися, і 16 квітня 2005 року побралися, але вже у вересні 2005 року сповістили про своє розлучення. Пліткують, що причиною розриву стала зрада Чеда з партнеркою по фільму «Будинок воскових фігур» Періс Гілтон (розлучення було оформлене 29 грудня 2006).
Після розлучення Софія Буш зустрічалася з Джоном Фостером, зіркою фільму «Залишитися в живих», до серпня 2007 року. Пізніше зустрічалася з Тоні Ромео, квотербеком команди «Dallas Cowboys».
У грудні 2007 року в «Дейлі Ньюс» заявила, що Буш зустрічається з Джеймсом Лефферті. Ці відносини тривали до 2012 року.
З 2013 по 2013 рік Софія зустрічалася з американським підприємцем Даном Фредінбурґом.
У 2014 році Софія Буш познайомилася з актором Джессі Лі Соффером. Через рік відносин молоді люди розійшлися.

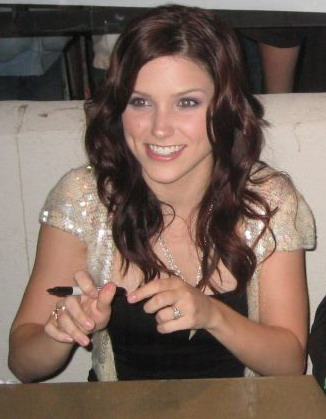
Софія Буш роздає автографи. Вересень 2006 р

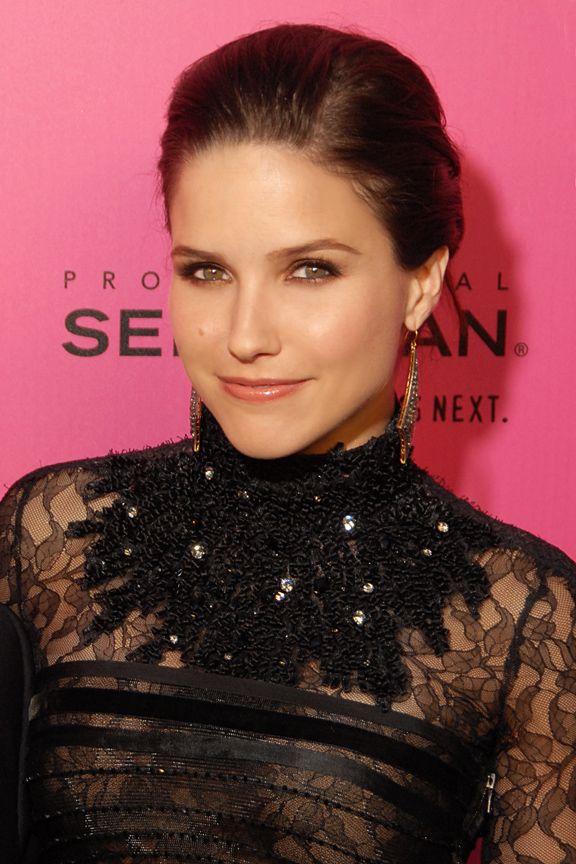
На 6-й церемонії нагородження премії «Молодий Голлівуд». 10 жовтня 2009 р

У квітні 2024 року Буш підтвердила свої стосунки з колишньою професійною футболісткою Ешлін Гарріс та повідомила, що є квіром у статті, опублікованій в журналі Glamour.

## Фільмографія
| Рік       |    | Українська назва                    | Оригінальна назва                 | Роль           |
| --------- | -- | ----------------------------------- | --------------------------------- | -------------- |
| 2002      | ф  | Король вечірок                      | Van Wilder                        | Саллі          |
| 2002      | тф | Точка спалаху                       | Point of Origin                   | Керрі Орр      |
| 2003      | тф | Фленнері                            | The Flannerys                     | Кеті Фланнері  |
| 2003      | ф  |                                     | Learning Curves                   | Бет            |
| 2003      | с  | Сабріна — маленька відьмочка        | Sabrina, the Teenage Witch        | Фейт Маккензі  |
| 2003      | с  | Частини тіла                        | Nip/Tuck                          | Рідлі Ланге    |
| 2003—2012 | с  | Школа виживання                     | One Tree Hill                     | Брук Дейвіс    |
| 2005      | ф  | Суперкрос                           | Supercross                        | Зої Ланг       |
| 2006      | ф  | Лишитися живим                      | Stay Alive                        | Октобер Бантум |
| 2006      | ф  | Здохни, Джон Такер!                 | John Tucker Must Die              | Бет            |
| 2007      | ф  | Попутник                            | The Hitcher                       | Ґрейс Ендрюс   |
| 2008      | ф  | Коло обраних                        | The Narrows                       | Кеті Попович   |
| 2009      | ф  | Столик на трьох                     | Table for Three                   | Мері           |
| 2009      | мс | Фінеас і Ферб                       | Phineas and Ferb                  | Сара           |
| 2010      | тф | Південний дискомфорт                | Southern Discomfort               | Гейлі          |
| 2011      | ф  | Як вийти заміж за мільярдер         | Chalet Girl                       | Хлоя           |
| 2011      | кф |                                     | Mob Wives                         | Карла Фаччіоло |
| 2012      | кф |                                     | Mob Wives 2: The Christening      | Карла Фаччіоло |
| 2012—2013 | с  | Партнери                            | Partners                          | Алі Ландоу     |
| 2013—2014 | с  | Пожежники Чикаго                    | Chicago Fire                      | Ерін Ліндсей   |
| 2013      | тф | Гетфілди і Маккої                   | Hatfields & McCoys                | Емма Маккой    |
| 2014—2015 | с  | Закон і порядок: Спеціальний корпус | Law & Order: Special Victims Unit | Ерін Ліндсей   |
| 2014—2016 | с  | Поліція Чикаго                      | Chicago P.D.                      | Ерін Ліндсей   |
| 2015      | мс | Солоний та Арахіс                   | Pickle & Peanut                   | голос          |
| 2017      | ф  | Маршал                              | Marshall                          | Джен           |
| 2017      | с  | Правосуддя Чикаго                   | Chicago Justice                   | Ерін Ліндсей   |
| 2018      | мс | Суперсімейка 2                      | Incredibles 2                     | Войд           |
| 2018      | ф  | Акти насильства                     | Acts of Violence                  | Брук Бейкер    |

## Нагороди та номінації
| Рік  | Нагорода              | Номінація                                  | Номінована робота   | Результат | Посилання   |
| ---- | --------------------- | ------------------------------------------ | ------------------- | --------- | ----------- |
| 2005 | Teen Choice Awards    | Найкраща акторка драматичного телесеріалу  | Школа виживання     | Номінація |             |
| 2006 | Teen Choice Awards    | Найкраща акторка драматичного телесеріалу  | Школа виживання     | Номінація |             |
| 2007 | Teen Choice Awards    | Найкраща акторка комедії                   | Здохни, Джон Такер! | Перемога  |             |
| 2007 | Teen Choice Awards    | Найкраща акторка фільму жахів/трилеру      | Попутник            | Перемога  |             |
| 2007 | Teen Choice Awards    | Жіночий прорив                             | Попутник            | Перемога  |             |
| 2007 | Кінофестиваль Вейл    | Висхідна зірка кіно                        |                     | Перемога  |             |
| 2008 | Teen Choice Awards    | Найкраща акторка драматичного телесеріалу  | Школа виживання     | Номінація |             |
| 2010 | Teen Choice Awards    | Найкраща акторка драматичного телесеріалу  | Школа виживання     | Номінація |             |
| 2011 | Do Something          | Премія «Twitter»                           |                     | Перемога  | [ 3 ] [ 4 ] |
| 2017 | Премія «Вибір народу» | Найкраща акторка кримінального телесеріалу | Поліція Чикаго      | Номінація | [ 5 ]       |